# Saccage (bande dessinée)
Saccage est un album suisse de bande dessinée muette de Frederik Peeters, publié par Atrabile et sorti le 15 mars 2019.

## Production et thématiques
Saccage est la troisième publication de Frederik Peeters chez l'éditeur suisse Atrabile, après Pilules bleues (2001) et Lupus (2003-2006). L'album est né, selon son auteur, de la double frustration de n'avoir pas pu donner une suite « psychédélique » à sa série Aâma, dont un cinquième tome, « totalement muet, psychédélique et abstrait » était envisagé, et de ne pas avoir réussi à réaliser une œuvre inspirée par la lecture du roman La Supplication de Svetlana Aleksievitch, la couleur jaune du personnage principal faisant référence aux « lucioles », enfants contaminés par la radioactivité à la suite de la catastrophe nucléaire de Tchernobyl.
Peeters cherche durant plusieurs mois à construire un récit classique, entre le « manga fun » et un « monde post-apocalyptique », sans succès, et fait finalement de Saccage une bande dessinée muette. L'auteur confie avoir senti un basculement dans la vitesse de son pinceau lors de la production de son précédent album, L'Homme gribouillé (2018), avec le scénariste Serge Lehman. Séquencé en quatre parties (de -1 à 3), l'album, « volume au dos toilé, format à l'italienne, comprend 75 cases, ou plutôt 75 tableaux A4, comme autant d'étapes sur un chemin initiatique ».

« J'ai tendance à échafauder des structures narratives autour d'une série de visions très claires et très fortes. »

— Frederik Peeters, Saccage (préambule)
Pour France Info, « dans un univers dessiné au stylo bille, hachures et aplats de couleurs ternaires, parfois rehaussés de lueurs éphémères, le personnage jaune phosphorescent brille comme une lanterne au milieu du chaos » de ce « poème graphique ».
Pour Sud Ouest, « chaque illustration est conçue comme un tableau, dont l'inspiration puise aussi bien dans l'imaginaire des maîtres de la science-fiction, que celui des symbolistes, des surréalistes ou des maîtres italiens de la Renaissance ». L'auteur revendique en effet des influences multiples dans les domaines de la peinture, de la bande dessinée, du cinéma, de la littérature et la photo, avec une liste en fin de volume citant notamment Bosch, Walt Disney, La Chute des Damnés de Rubens, les fresques du Campo Santo à Venise ou un voyage en Afrique.
Pour BoDoï, Saccage représente un « album des possibles et des projections » autour du thème de l'Apocalypse : « chaque page raconte une destruction, la lente et brutale décomposition d'un monde voué au chaos ». Pour Libération, « derrière la fantasmagorie, Peeters met en scène les espaces de la surchauffe planétaire, de l'épuisement des ressources ».

## Publication
- Saccage, Atrabile,  (ISBN 978-2-88923-080-8), 15 mars 2019
Scénario, dessin et couleurs : Frederik Peeters

## Distinctions
Saccage reçoit le Prix du meilleur album suisse de bande dessinée du festival Delémont'BD 2019.